# Ain’t Too Proud to Beg (Rick Astley-dal)
Az Ain't Too Proud to Beg című dal Rick Astley 1989-ben megjelent második albumáról kimásolt kislemez. A dalt eredetileg a The Temptations vitte sikerre, és azóta számos előadó is feldolgozta. A legsikeresebb verziót a The Rolling Stones készítette, mely az 1974-ben kiadott albumukon jelent meg. A Rick Astley féle verzió a Billboard lista 89. helyén landolt. 2000-ben a Westlife zenekar is feldolgozta a dalt, majd Phil Collins is 2010-ben.

## Megjelenések
7"  Japán RCA – PRTD-3060
- A	Ain't Too Proud To Beg	4:20
- B	I Don't Want To Be Your Lover	3:59